# 阿德萊德山
阿德萊德山（英語：Adelaide Hills），位於南澳大利亞首府阿德萊德東面，洛夫蒂山脈南端的一個地區，其最大的城鎮為巴克山，在英國對南澳大利亞的殖民統治之前已經有佩拉芒克族的土著在此生活。阿德萊德山葡萄酒產區位於阿德萊德山海拔300米（980英尺）以上的地方。

## 外部連結
- Visit Adelaide Hills （页面存档备份，存于）,
- Adelaide Hills Council （页面存档备份，存于）
- District Council of Mount Barker （页面存档备份，存于）